# Guillermo de Montgrí
Guillermo de Montgrí (Torroella de Montgrí 1200-1273) fue un señor nobiliario y eclesiástico de la Corona de Aragón del siglo XIII. 
Fue sacristán mayor de la catedral de Gerona, administrador de la archidiócesis de Tarragona (1233-1239). 
Fue el conquistador de Ibiza y Formentera en nombre del rey Jaime I de Aragón.
Era hijo de Pedro de Torroella, señor de Torroella y Montgrí. Fue hasta su muerte sacristán mayor de la catedral de Gerona y administrador de la archidiócesis de Tarragona, si bien no llegó a tomar posesión del cargo, al cual renunció en el año 1237 para poder conservar su señorío en Ibiza y Formentera. 
Su sepulcro se encuentra en la catedral de Gerona del cual se hizo una réplica en la Iglesia del Convento de Ibiza que posteriormente se trasladó al ayuntamiento en 1970

## Conquista de Mallorca
Participó en la conquista de Mallorca, conjuntamente con su hermano Bernardo de Santa Eugenia. 
Consiguió un botín de 79 caballerías de tierra en señoría en la isla. 
Su hermano Bernardo llegó a ser gobernador de Mallorca.

## Conquista de Ibiza y Formentera
Jaime I estableció un contrato de infeudación con Montgrí a cambio de la conquista de Ibiza y Formentera en un periodo de poco menos de diez meses. 
A esta iniciativa se unieron el infante Pedro de Portugal y el conde de Rosellón Nuño Sánchez, que habían establecido un contrato parecido con el rey anterior pero no lo llegaron a hacer efectivo. Estos tendrían la señoría de parte de las dos islas como vasallos de Montgrí. De este modo, el 8 de agosto de 1235 las tropas comandadas por el arzobispo conquistaron la villa de Ibiza y su caída supuso la caída del resto de Ibiza y de Formentera.
Ambas islas se reparten posteriormente entre los tres señores (Guillermo de Montgrí, Pedro de Portugal y Nuño Sánchez) divididas en cuatro partes denominadas cuartones, según las tropas aportadas a la batalla. Además, la ciudad y el castillo se dividieron también entre los tres y para el uso del monarca. Montgrí aportó la mitad de los hombres, el infante una cuarta parte y la otra cuarta parte el conde de Rosellón. También se repartieron las ganancias producidas por las salinas de Ibiza. De esta manera Guillermo de Montgrí se quedó con la señoría del cuartón de las salinas y el cuartón de Balansat en Ibiza y el cuartón de La Mola y el cuartón del Carnaje en Formentera. Posteriormente los derechos de Nuño Sánchez pasaron al rey Jaime I y el arzobispo aprovechó para comprarle al monarca los cuartones del conde de Rosellón, el cuartón de Portmany en Ibiza y el cuartón de Portossalé en Formentera. Los cuartones ibicencos de Santa Eulalia y lod formentereros de es Cap pasaron al infante, Pedro de Portugal.

## Señor de Ibiza y Formentera
Se ha de señalar que los señoríos de Ibiza y Formentera eran un título personal. Así cuando Guillermo renunció a la archidiócesis de Tarragona se aseguró su dominio a cambio de que las islas pasasen al arzobispado de esta cuando muriese y de este modo lo hizo constar en su testamento. Por este motivo durante el período que no fue arzobispo de Tarragona hasta su muerte, fue el señor de Ibiza y Formentera en lugar de los arzobispos de Tarragona. Mientras era señor de Ibiza cedió a los ibicencos las salinas y estas fueron la principal fuente de riqueza natural para los isleños durante siglos. Las salinas fueron administradas por la Universidad de Ibiza desde su creación hasta los Decretos de Nueva Planta, que pasaron a pertenecer a la monarquía. También se inició la construcción de la Iglesia de Santa María de Ibiza, antecesora de la actual que es la catedral de Ibiza.
- Datos: Q9001368